# لوپیک
لوپیک (به هلندی: Lopik) یک شهرستان در هلند است که در استان اوترخت واقع شده‌است. لوپیک ۰ متر بالاتر از سطح دریا واقع شده‌است.

## خواهرخوانده
شهرهای Lezoux، سارسینا و گربن‌اشتاین خواهرخوانده‌های لوپیک هستند.